# Simsonia dietrichi
Simsonia dietrichi är en skalbaggsart som beskrevs av Musgrave. Simsonia dietrichi ingår i släktet Simsonia och familjen bäckbaggar. Inga underarter finns listade i Catalogue of Life.